# Ланьцутский замок
Замок Любомирских в Ланьцуте — один из наиболее значительных дворцово-парковых ансамблей на территории Польши, подлинная сокровищница национальной истории и культуры.
Замок заложен в первой половине XVII века князем Станиславом Любомирским. Его золотой век пришёлся на вторую половину XVIII века, когда ланьцутской усадьбой владели его тезоименитый потомок с супругой Изабеллой. В то время дворец был перестроен архитектором К. П. Айгнером и украшен редкими предметами искусства (статую Любомирского в виде Купидона изваял сам Антонио Канова). Тогда же появился пейзажный парк с павильонами.
После смерти княгини Изабеллы, в 1816 году, Ланьцут перешёл к её внукам из рода Потоцких. По окончании Второй мировой войны дворец-замок был национализирован и превращён в общедоступный музей. С 1961 года каждый май в замке проходят дни камерной музыки, а в 1996 году во дворце состоялась встреча глав девяти государств Центральной Европы.

## Парк
Замок окружён пейзажным парком. Парк разбит во второй половине XVIII века и в начале XIX века, когда владельцем замка стал Станислав Любомирский. Графиня Изабелла лично инспектировала и ухаживала за садами, оранжереей и парком. Парк занимает площадь в 36 гектар и разделён на внутренний парк, окружённый рвом, и внешний парк.
Наибольшее внимание в парке привлекает Дом орхидей, где посетители могут полюбоваться замечательной коллекцией орхидей, которые раньше были изюминкой этого места. 